# Lycée Jean-Jaurès (Reims)
Pour les articles homonymes, voir Lycée Jean-Jaurès.
Le lycée Jean-Jaurès, situé dans le centre de la ville de Reims, est un lycée public d'enseignement général et technologique (série techniciens de la musique et de la danse). L'établissement porte le nom de l'homme politique Jean Jaurès.

## Historique
- 1885 : ouverture du lycée de jeunes filles dans le vieil hôtel Sainte-Marthe, rue de la Peirière, à l’angle du cours Anatole-France et de rue Voltaire actuels. La cour de récréation s’étendait sur une partie de l’actuel terrain de jeux Saint-Symphorien[1].
- 1910 : il est transféré en 1910 dans l'école Saint-Joseph, l'ancien collège des Jésuites du faubourg Cérès. Avec la loi de séparation de l'Église et de l'État, les locaux des jésuites sont en vente et la municipalité les rachète en juillet 1908 pour 235 000 francs, les deux années suivantes permettant une réhabilitation. C’est aujourd'hui le lycée mixte Jean-Jaurès[1].
- 1914-1915  l'État-Major de la 103e Brigade d'infanterie (347e RI) qui défendait Reims se tenait sur la terrasse du lycée. L'établissement actuel se situe à l'angle des rues Jean-Jaurès et rue Ruinart-de-Brimont.
- 1968-1969 : construction de l'internat du lycée Jean-Jaurès[2].
- De 2015 à 2021, le lycée fait l'objet d'une vaste reconstruction-réhabilitation.

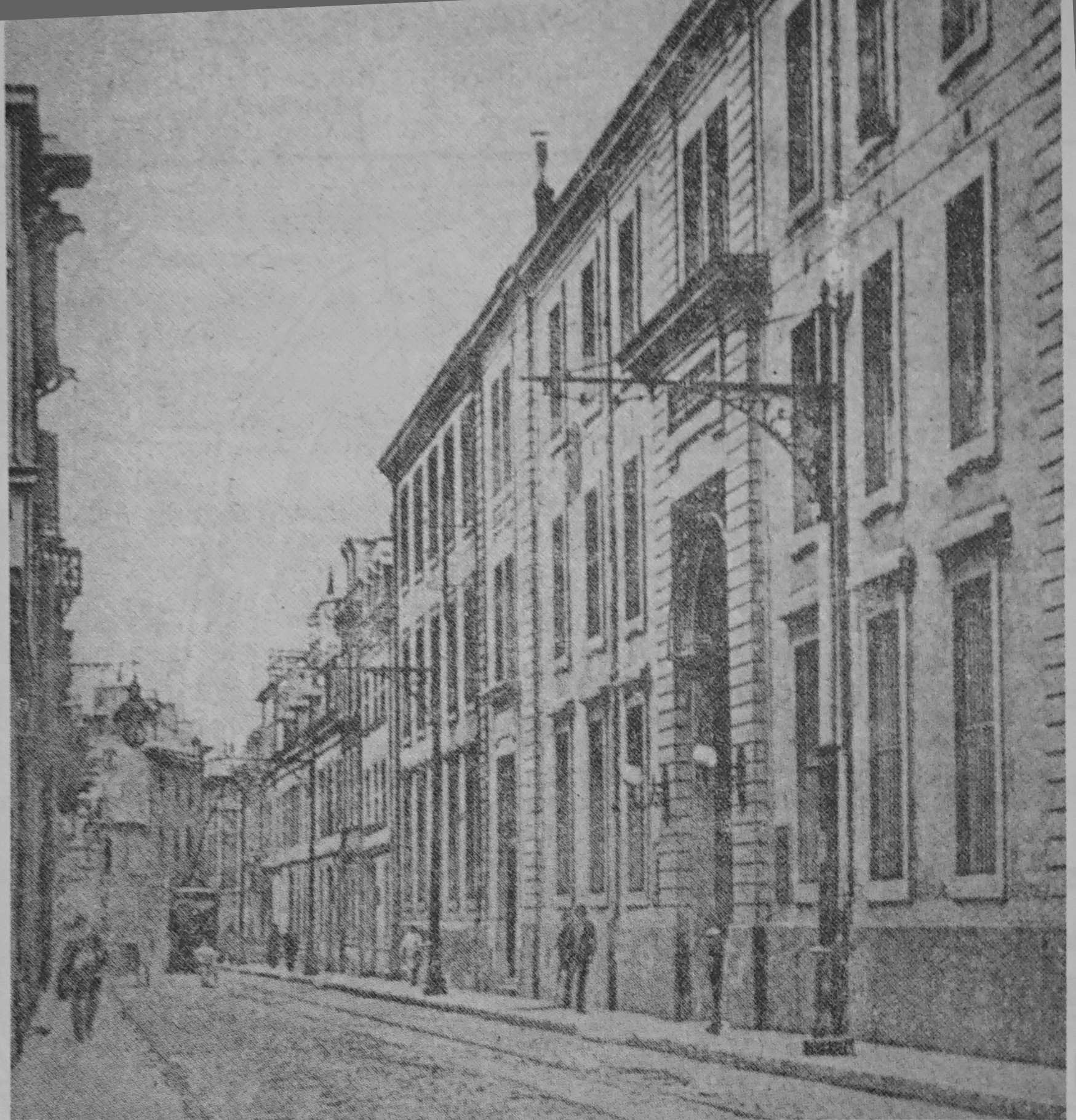
Lycée de jeunes filles alors rue de la Peirière.
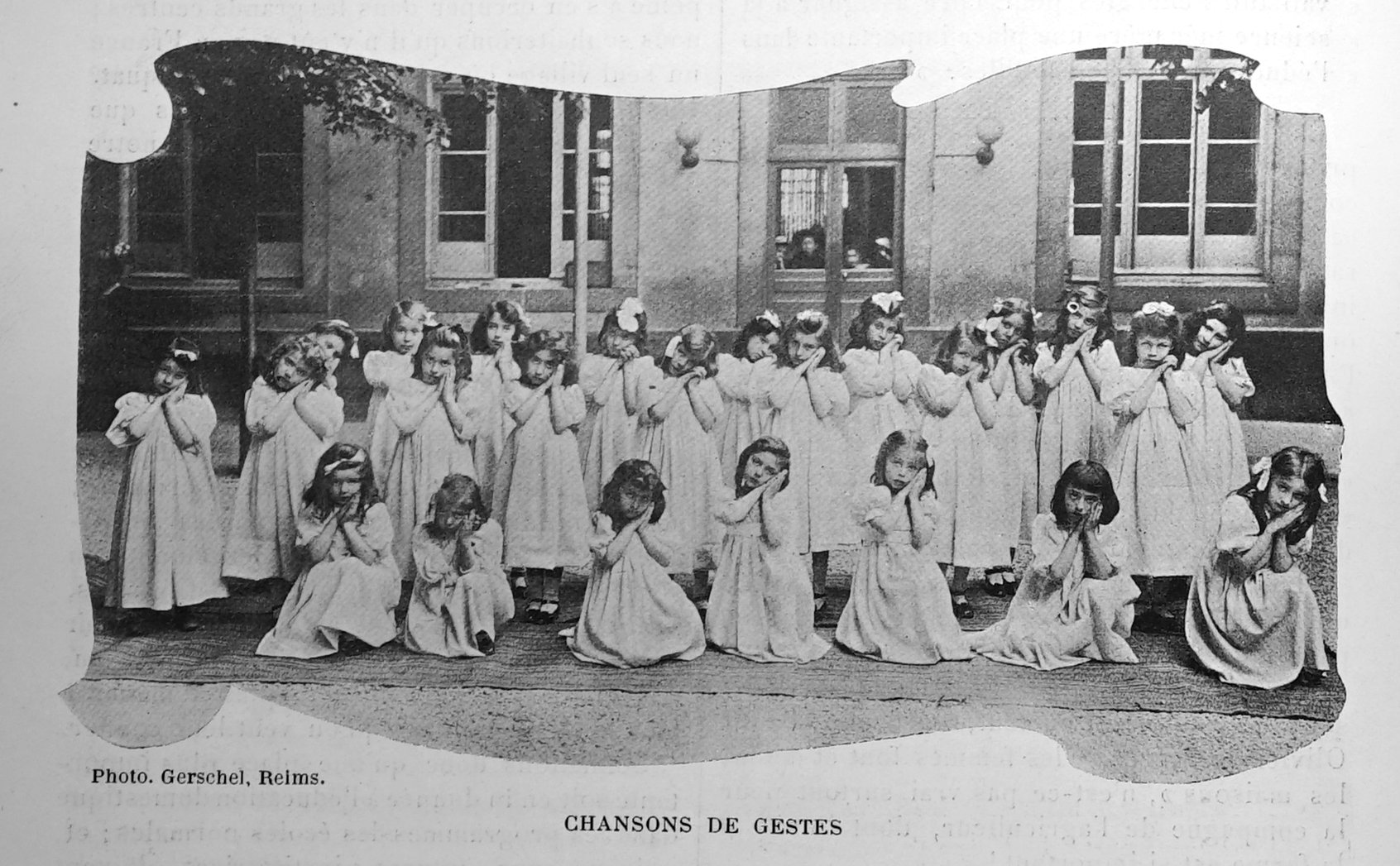
Fête d'école du lycée de jeunes filles en 1904.
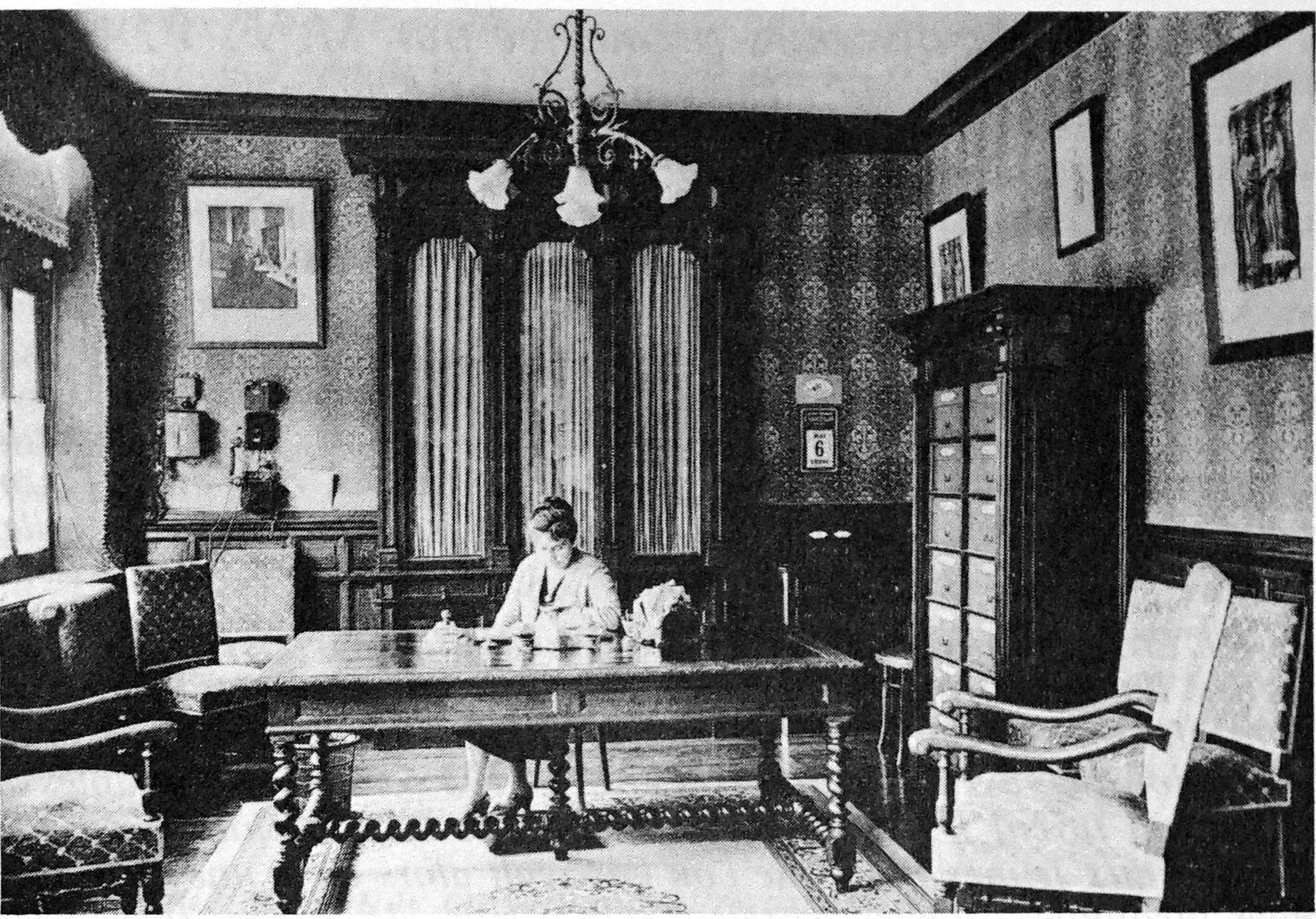
La directrice Pelletier en son bureau.
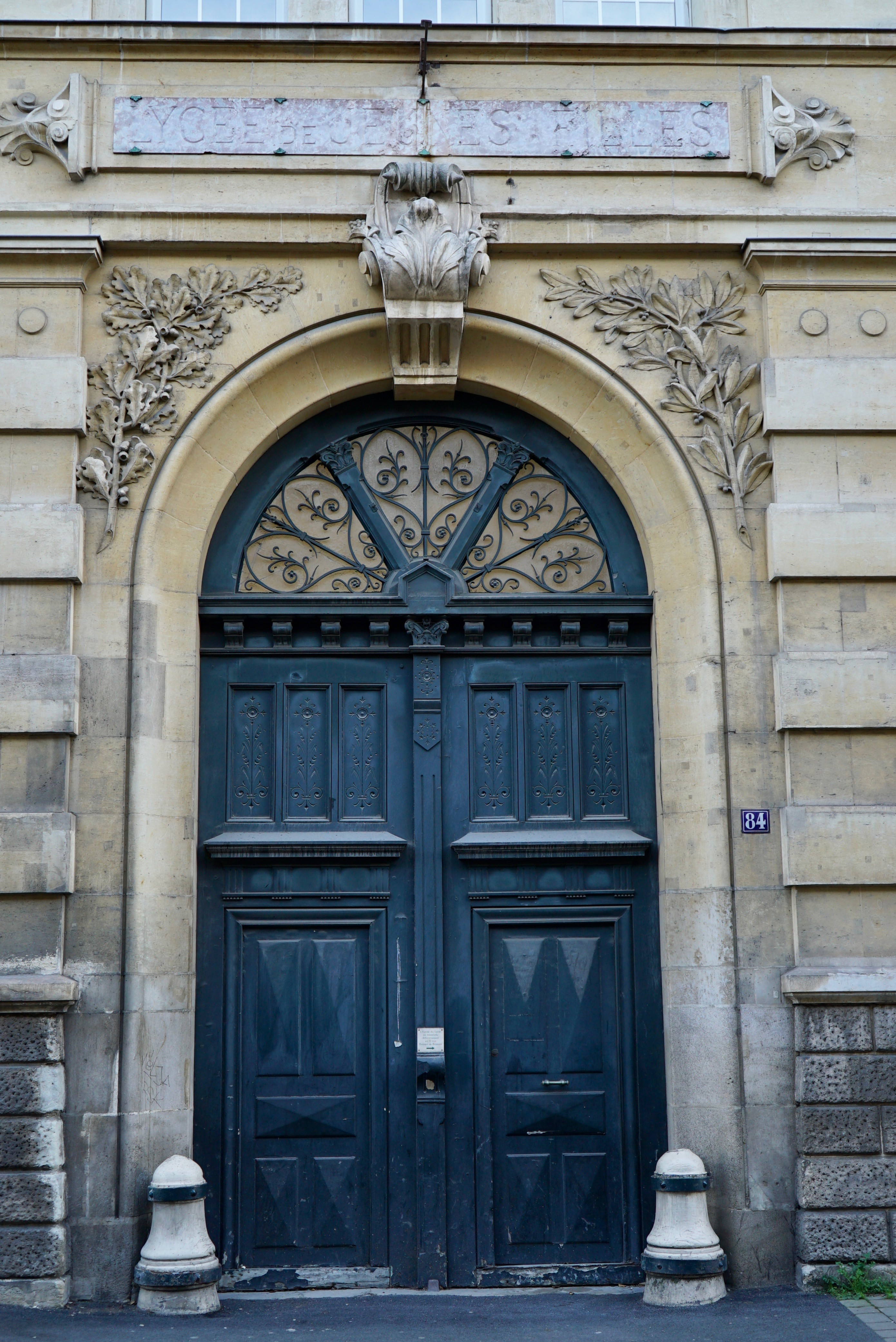
Entrée du lycée de jeunes filles.
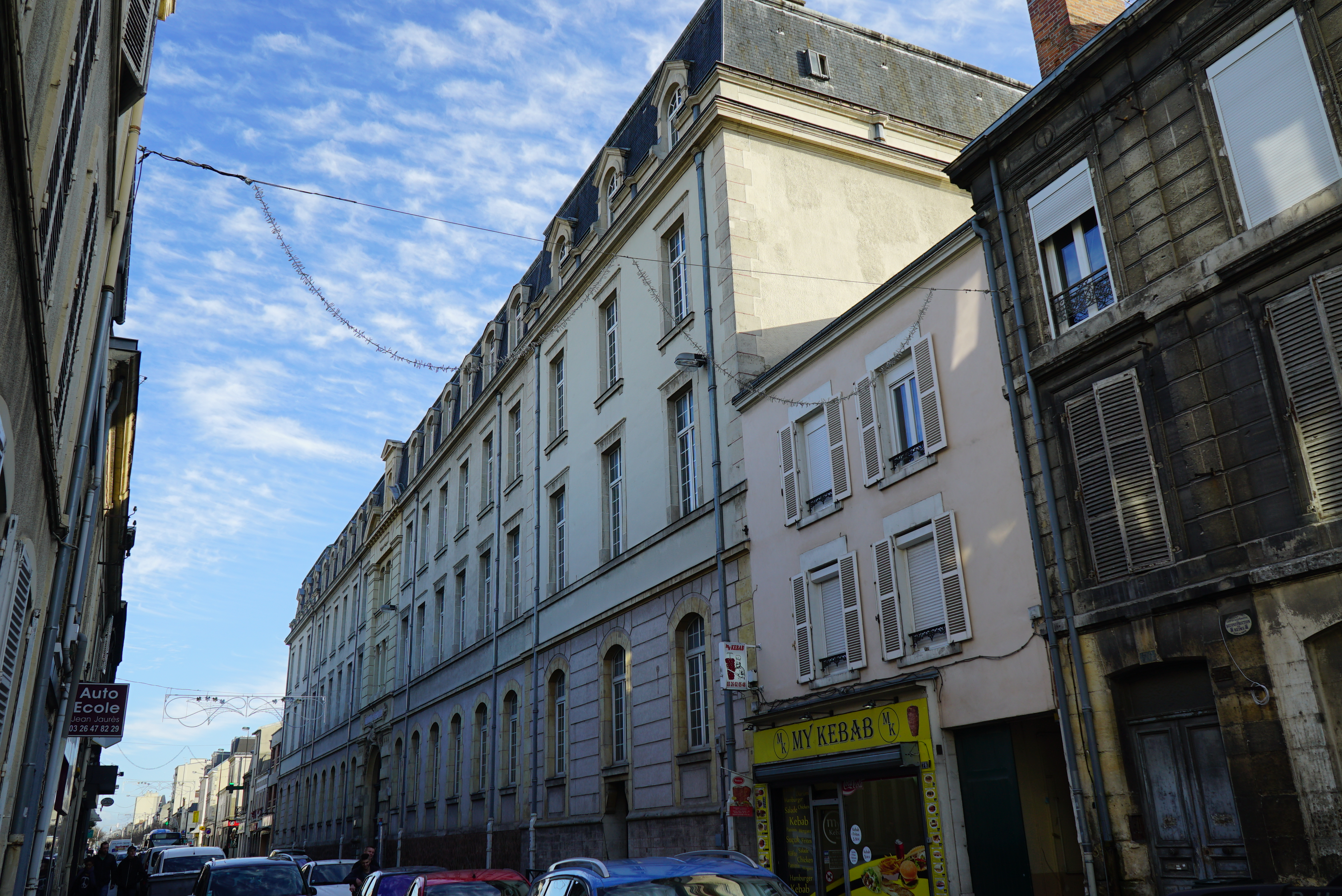
Façade sur l'avenue Jean-Jaurès.

## Formations
Le lycée Jean-Jaurès est un lycée d'enseignement général et technologique. Il forme des lycéens à l'enseignement général mais aussi aux séries de techniciens de la musique et de la danse (TMD).
Le lycée propose une classe préparatoire aux grandes écoles (CGPE) Khâgne, avec notamment pour la 2e année les spécialités histoire-géo, lettres modernes et classiques, anglais, espagnol, allemand ou encore philosophie. C'est la seule prépa littéraire de Reims et elle est particulièrement reconnue pour sa préparation en 1re année au concours commun des IEP (Sciences Po) et à l'École du Louvre. En effet, en première année, de nombreuses options sont proposées : outre le grec et le latin, on y retrouve des cours comme Anglais-Civilisation ou Espagnol-Civilisation, ainsi que des options spécifiques à la préparation du concours des IEP, dispensées par Sandrine Lemaire. 

### Langues vivantes (A, B et C)
- Section binationale : allemand (section Abibac) ;
- Sections européennes : allemand, anglais, espagnol ;
- Langue vivante A : allemand, anglais, espagnol ;
- Langue vivante B : allemand, anglais, espagnol ;
- Langue vivante C : chinois, espagnol, portugais, russe.

### Enseignements de spécialité
À la suite de la réforme engagée par Jean-Michel Blanquer, les séries générales (ES, L et S) disparaissent au profit de spécialités : à partir de la première, chaque élève choisira trois enseignements de spécialité. Il n'en gardera que deux en terminale. Cette réforme est mise en place progressivement : dès 2019-2020 pour les premières, et dès 2020-2021 pour les terminales.
Le lycée Jean-Jaurès propose les enseignements de spécialité suivants : 
- arts plastiques ;
- histoire de l'art (cours dispensé au lycée Clemenceau de Reims);
- histoire-géographie, géopolitique et sciences politiques ;
- humanités, littérature et philosophie ;
- langue, littérature et culture étrangère : anglais ;
- langue, littérature et culture étrangère : anglais monde contemporain ;
- langue, littérature et culture de l'Antiquité : latin ;
- langue, littérature et culture de l'Antiquité : grec ;
- mathématiques ;
- sciences physiques et chimiques ;
- sciences de la vie et de la Terre ;
- sciences économiques et sociales.

### Enseignements facultatifs
- Droit et grands enjeux du monde contemporain (DGEMC), depuis 2013 (uniquement en terminal);
- Mathématiques expertes (uniquement en terminal);
- Mathématiques complémentaires (uniquement en terminal);
- Langue vivante C : chinois ;
- Langue vivante C : espagnol ;
- Langue vivante C : portugais ;
- Langue vivante C : russe ;
- Langue et culture de l'Antiquité : latin ;
- Langue et culture de l'Antiquité : grec ;
- Arts plastiques ;
- Éducation musicale.

## Classement

### Classement du lycée
En 2015, selon L'Express, le lycée se classe 11e sur 20 au niveau départemental quant à la qualité d'enseignement, et 1656e au niveau national. Le classement s'établit sur trois critères : le taux de réussite au bac, la proportion d'élèves de première qui obtient le baccalauréat en ayant fait les deux dernières années de leur scolarité dans l'établissement, et la valeur ajoutée (calculée à partir de l'origine sociale des élèves, de leur âge et de leurs résultats au diplôme national du brevet).

### Classement des CPGE
Le lycée abrite des CPGE littéraires (Khâgne LSH). Le classement national des classes préparatoires aux grandes écoles (CPGE) se fait en fonction du taux d'admission des élèves dans les grandes écoles.
En 2015, L'Étudiant donnait le classement suivant pour les concours de 2014 :
| Filière | Élèves admis dans une grande école* | Taux d'admission* | Taux moyen sur 5 ans | Classement national | Évolution sur un an |
| --- | ----------------------------------- | ----------------- | -------------------- | ------------------- | ------------------- |
| Khâgne LSH | 0 / 56 élèves                       | 0 %               | 1 %                  | 73eex-æquo sur 73   | =                   |
| Source : Classement 2015 des prépas - L'Étudiant (Concours de 2014). * le taux d'admission dépend des grandes écoles retenues par l'étude. En khâgne, ce sont 5 écoles de commerce (HEC, ESSEC, ESCP Europe, EM Lyon, EDHEC), l'ENSAE, l'ENC et 3 ENS qui ont été retenus par L'Étudiant. |                                     |                   |                      |                     |                     |

## Anciens élèves
Par ordre chronologique des naissances :
- Isabelle Adjani (née en 1955)

## Ouvrage de référence
- Gilberte Ronnet, Histoire du Lycée de jeunes filles de Reims, A.R.E.R.S., 1985 - 148 pages